# Tomasz Wójtowicz (Volleyballspieler)
Tomasz Wójtowicz (* 22. September 1953 in Lublin; † 24. Oktober 2022) war ein polnischer Volleyballspieler.

## Leben
Tomasz Wójtowicz begann seine Karriere bei AZS Lublin. 1972 wechselte er zu Avia Świdnik. 1978 schloss er sich Legia Warschau an und wurde mit dem Klub zweimal in Folge Vizemeister (1981 und 1982), ehe das Team ein Jahr später die Meisterschaft gewann. 1983 folgte der Wechsel nach Italien, wo er von 1983 bis 1984 bei Edilcuoghi Sassuolo spielte. Es folgten zwei Jahre bei Santal Parma, wo er den Europapokal der Landesmeister 1984/85 gewinnen konnte. Später war er noch bei Granarolo Ferrara und Famila Città di Castello aktiv.
Für die polnische Volleyballnationalmannschaft absolvierte Wójtowicz zwischen 1973 und 1984 325 Länderspiele. Er wurde in Montreal 1976 Olympiasieger und bei den Olympischen Sommerspielen 1980 in Moskau Vierter. Darüber hinaus wurde er 1974 Weltmeister und gewann viermal EM-Silber (1975 in Jugoslawien, 1977 in Finnland, 1979 in Frankreich sowie 1983 in der DDR).
Im Jahr 2002 wurde er als erster polnischer Spieler in die Volleyball Hall of Fame aufgenommen. Nach seiner Karriere arbeitete er als Fernsehkommentator bei Volleyballspielen.
Tomasz Wójtowicz starb am 24. Oktober 2022 an den Folgen einer Krebserkrankung im Alter von 69 Jahren.